# شبکه الرأی
الرأی(عربی: قناة الراي)، نام یک شبکه تلویزیونی کویتی است که از تلویزیون کویت پخش می‌شود.سال ۲۰۰۴ اولین برنامه‌ی این کانال بر روی آنتن رفته است.همچنین این شبکه بیش از ۲۰ میلیون بیننده از کویت و سایر کشورهای عربی دارد.

## مجریان
- هاشم اسدالله
- عبدالله مال‌الله
- احمد مال‌الله
- سالم الخضر
- سمیره عبدالله